# Clarence Weatherspoon
Pour les articles homonymes, voir Weatherspoon.
Clarence Weatherspoon (né le 8 septembre 1970 à Crawford, Mississippi) est un ancien joueur américain de basket-ball de NBA.
Après une carrière universitaire avec les Southern Miss Golden Eagles de l'université du Mississippi du Sud, Weatherspoon fut sélectionné par les 76ers de Philadelphie au 9e rang de la draft 1992. Il a porté les maillots des 76ers, des Warriors de Golden State, du Heat de Miami, des Cavaliers de Cleveland, des Knicks de New York et des Rockets de Houston, inscrivant 11,5 points de moyenne par match durant sa carrière.
Ailier de 2,01 m, pour 113 kg, il était surnommé "Baby Barkley" au début de sa carrière à cause de son style de jeu agressif, similaire à l'ancien joueur des 76ers, Charles Barkley.